# Dino Zoff
Dino Zoff (Mariano del Friuli, 28 febbraio 1942) è un ex calciatore, allenatore di calcio e dirigente sportivo italiano, di ruolo portiere. È stato campione d'Europa nel 1968 e campione del mondo nel 1982 con la nazionale italiana, che ha anche allenato dal 1998 al 2000.
Considerato uno dei più grandi portieri nella storia del calcio, ha legato la propria attività calcistica principalmente alla Juventus, militandovi per undici anni a cavallo degli anni 1970 e 1980, senza mai saltare una partita di campionato; con i bianconeri ha collezionato 479 presenze (330 in Serie A), vincendo sei campionati italiani, due Coppe Italia e una Coppa UEFA, e ha disputato due finali di Coppa dei Campioni e una di Coppa Intercontinentale. Insieme al libero Gaetano Scirea e ai terzini Claudio Gentile e Antonio Cabrini, suoi compagni alla Juventus e in nazionale, Zoff ha costituito uno dei migliori reparti difensivi nella storia della disciplina. Ritiratosi dall'attività agonistica, ha intrapreso la carriera di allenatore, divenendo nel 1990, alla guida della Juventus, il primo tecnico capace di conquistare la Coppa UEFA dopo averla vinta da calciatore.
Con la nazionale italiana ha preso parte a due campionati d'Europa (Italia 1968 e Italia 1980) e a quattro campionati del mondo (Messico 1970, Germania Ovest 1974, Argentina 1978 e Spagna 1982), ottenendo inoltre, come commissario tecnico degli azzurri, il secondo posto al campionato d'Europa 2000. Il successo al campionato mondiale 1982, conseguito all'età di quarant'anni – peraltro come capitano dell'Italia –, lo ha reso il vincitore più anziano nella storia della competizione nonché l'unico giocatore italiano ad aver ottenuto, a livello di nazionale, sia il titolo di campione d'Europa sia di campione del mondo. Sempre in azzurro detiene il record mondiale d'imbattibilità per squadre nazionali, non avendo subito reti per 1142 minuti consecutivi. È stato a lungo il giocatore con più partite disputate in Serie A e nella nazionale italiana – avendo totalizzato rispettivamente 570 e 112 presenze –, prima di essere superato in entrambe le voci statistiche da Paolo Maldini (nel 2000 relativamente alle apparizioni in maglia azzurra, nel 2005 per quanto concerne il massimo campionato italiano).
Più volte candidato al Pallone d'oro, sfiorò la vittoria nel 1973, classificandosi secondo alle spalle di Johan Cruijff. Occupa la 47ª posizione nella classifica dei migliori calciatori del XX secolo pubblicata dalla rivista World Soccer. Nel 2004 è stato incluso nel FIFA 100 e annoverato fra le Leggende del calcio del Golden Foot; nello stesso anno, in occasione dei UEFA Jubilee Awards, è stato indicato dalla FIGC quale miglior giocatore italiano del cinquantennio precedente, risultando inoltre 5º – primo fra gli italiani – nell'UEFA Golden Jubilee Poll. È entrato a far parte della Hall of Fame del calcio italiano tra i Veterani e della Walk of Fame dello sport italiano tra le Leggende, rispettivamente nel 2012 e nel 2015.

## Biografia
Sposato con Annamaria, conosciuta a Mantova durante il periodo di militanza nella locale squadra virgiliana, la coppia ha un figlio, Marco (1973), e due nipoti; si professa cattolico.

## Caratteristiche tecniche

### Giocatore
(Dino Zoff, 1989)

Zoff difende la porta della nazionale italiana al : il senso del piazzamento tra i pali fu tra le sue migliori qualità.

Estremo difensore di sicura affidabilità e freddezza, Zoff si distingueva per il notevole senso del piazzamento, la sicurezza nelle uscite – sia alte che basse – e la sobrietà negli interventi, finalizzati più all'efficacia che alla spettacolarità: significative in tal senso l'attitudine a bloccare il pallone quando possibile, anziché respingerlo, e la preferenza per uniformi da gioco scarsamente appariscenti, utili a non evidenziare la sua posizione tra i pali. Atleta dotato di grande personalità, considerato un leader silenzioso, ha mantenuto un'eccellente condizione fisica per tutta la carriera, confidando nella possibilità di migliorarsi costantemente: la vittoria del campionato del mondo 1982 all'età di 40 anni e i 332 incontri disputati consecutivamente in Serie A sono due imprese ineguagliate.
Prima che Gianluigi Buffon iniziasse a godere di altrettanta considerazione, al punto da alimentare dibattiti su chi sia stato il migliore dei due, Zoff è stato ritenuto in modo pressoché unanime il più grande portiere della storia del calcio italiano.

### Allenatore
(Dino Zoff, 1989)
Una volta sedutosi in panchina Zoff ha proposto un calcio affine alla cosiddetta zona mista, ovvero una miscela tra lo storico gioco all'italiana e le innovazioni zoniste introdotte a cavallo degli anni 1970 e 1980. In questo senso è stabilmente ricorso a difese basate su un tradizionale libero, al quale tuttavia chiedeva anche di impostare l'azione nonché comandare la retroguardia, variando all'occorrenza sul gioco a zona. In linea generale è stato un allenatore che rifuggiva da schemi e moduli predefiniti, poiché convinto che la tattica passasse in secondo piano davanti al rapporto umano tra un tecnico e i suoi calciatori.

## Carriera

### Giocatore

#### Club

##### Udinese

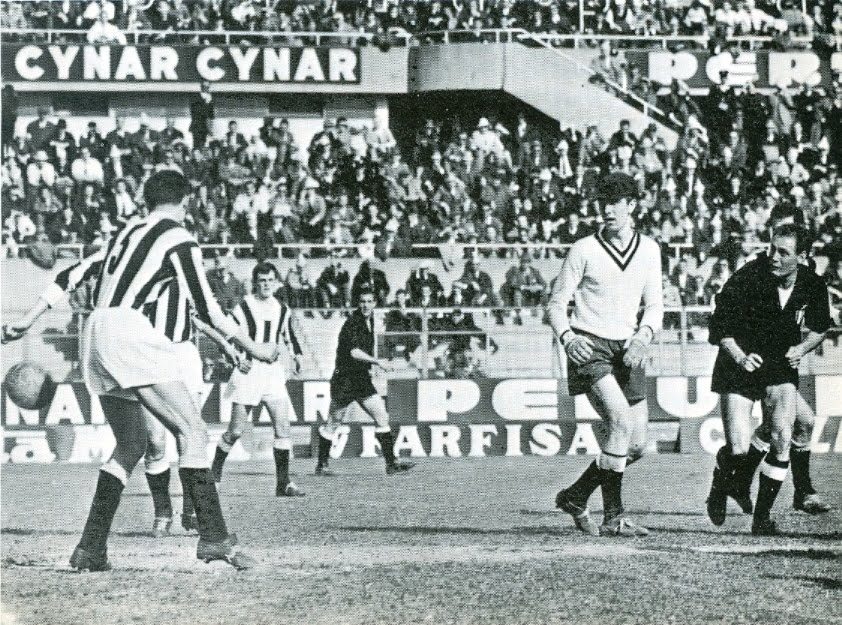
Zoff (secondo da destra) con l'Udinese nel 1962, impegnato sul campo della Juventus: i torinesi giocarono in maglia nera sicché Zoff, per evitare confusione, si fece prestare dai colleghi juventini la loro maglia bianca dell'epoca.

Cresciuto nella Marianese, dopo una prima bocciatura a 14 anni ai provini con Inter e Juventus a causa della bassa statura (1,60 m circa), fu accettato in seguito dall'Udinese dopo che, grazie allo sviluppo (e, secondo lo stesso Zoff, all'alimentazione impartitagli da sua nonna a base di uova), crebbe di ben 22 cm.
Con la squadra friulana debuttò in Serie A il 24 settembre 1961, al Comunale di Firenze, battuto 2-5 dalla Fiorentina che si impose con due doppiette ciascuna di Milani e Hamrin e con una rete di Jonsson.
L'anno successivo, dopo la retrocessione dell'Udinese in Serie B, Zoff divenne titolare della squadra, anche se le sue prestazioni giudicate non convincenti lo posero in lista d'uscita nonostante gli apprezzamenti dell'allora presidente del club, Dino Bruseschi, che lo difese sempre dalle critiche talora aspre ed era quindi restìo a cederlo.

##### Mantova
Zoff ritornò in Serie A nel 1963, anno in cui fu acquistato dal Mantova per una cifra intorno ai 20 milioni di lire. Inizialmente designato a riserva dell'altro neoacquisto, il più esperto e sulla carta più affidabile Attilio Santarelli, già nel suo primo campionato in Lombardia il più giovane Zoff riuscì ben presto a sovvertire le gerarchie, conquistando le chiavi della porta virgiliana, grazie anche a un infortunio occorso a Santarelli a inizio stagione.

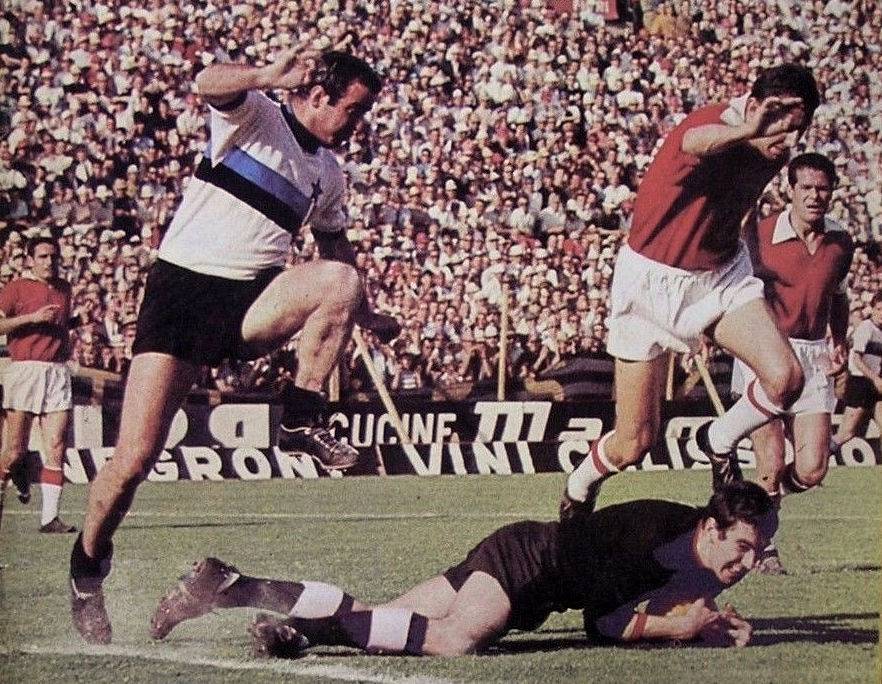
Zoff (in basso) a difesa della porta del Mantova, in anticipo sull'interista Mario Corso, nella famosa sfida del 1º giugno 1967 che a posteriori segnò la fine della Grande Inter.

Disputò in biancorosso 131 partite nell'arco di quattro stagioni: l'ultima da lui giocata allo stadio Danilo Martelli fu quella del 1º giugno 1967, la famosa Mantova-Inter (1-0) che a posteriori sancì il tramonto della Grande Inter. Nell'estate seguente, per Zoff ci fu il passaggio al Napoli e il debutto in nazionale.

##### Napoli
Nell'estate 1967 Zoff sembrava destinato a trasferirsi al Milan, con cui aveva raggiunto un'intesa di massima; tuttavia, l'affare saltò in extremis, con la squadra milanese che finì per ingaggiare Fabio Cudicini. Alla mezzanotte dell'ultimo giorno di calciomercato, Zoff si trasferì quindi al Napoli per 120 milioni di lire più il cartellino di Claudio Bandoni, grazie all'aiuto di Alberto Giovannini, direttore del quotidiano Roma allora di proprietà di Achille Lauro, quest'ultimo patron anche del club azzurro; il giornalista, con l'aiuto di Bruno Pesaola e all'insaputa di Lauro, finse infatti di essere il presidente della squadra.

Zoff (a destra) e Antonio Juliano in una pausa d'allenamento con il Napoli

In Serie A difese la porta dei partenopei per 143 incontri, scendendo in campo ininterrottamente dal debutto del 24 settembre 1967 (Napoli-Atalanta 1-0, prima giornata del campionato 1967-1968), alla sconfitta del 12 marzo 1972 (0-2 contro l'Inter, ventunesima giornata del campionato 1971-1972); pochi giorni dopo quest'ultimo incontro subì un infortunio al malleolo in allenamento, che interruppe la sua striscia di partite consecutive tenendolo fuori per 7 incontri, fino alla penultima giornata.
Durante la sua militanza nel club campano stabilì due record: nella stagione 1970-1971 concesse solo 18 gol in 30 partite, riuscendo inoltre a mantenere la porta inviolata per le prime sei giornate, capitolando solo dopo 590', alla settima giornata, contro l'interista Jair. Concluse la sua esperienza nel Napoli disputando la finale della Coppa Italia 1971-1972, persa 2-0 contro il Milan.

##### Juventus

Zoff (a sinistra) alla Juventus nel 1975, con il suo storico dodicesimo Massimo Piloni.

Nell'estate 1972, in una fase storica in cui il club partenopeo necessitava di essere svecchiato a livello di rosa e riorganizzato a livello economico, il trentenne Zoff, ormai considerato tra gli estremi difensori più forti della sua generazione, venne ingaggiato dalla Juventus nell'ambito di un cospicuo scambio di cartellini sull'asse Napoli-Torino che coinvolse, tra gli altri, il più giovane ma anche più incostante Pietro Carmignani, da cui il friulano ereditò le chiavi della porta bianconera. Negli anni in Piemonte, Zoff si renderà protagonista di una notevole costanza di rendimento, tant'è che fino alla fine della stagione 1982-1983 non avrebbe più saltato una partita di campionato.
Ai bianconeri sono legate tutte le sue vittorie con squadre di club, tanto come giocatore quanto, successivamente, come allenatore: in undici stagioni vinse per sei volte il titolo di campione d'Italia (1972-1973, 1974-1975, 1976-1977, 1977-1978, 1980-1981 e 1981-1982), due Coppe Italia (1978-1979 e 1982-1983) e una Coppa UEFA (1976-1977, primo successo europeo della società torinese).

Zoff, tra Causio e Furino, festeggia la vittoria della Juventus nella Coppa Italia 1978-1979.

La sua attività, al termine della stagione 1982-1983, si concluse di fatto con la finale di Coppa dei Campioni (cui la Juventus era giunta imbattuta), persa ad Atene contro i tedeschi dell'Amburgo, il 25 maggio 1983. Nei giorni seguenti il portiere friulano ufficializzò il suo prossimo ritiro, chiedendo e ottenendo che per l'ultimo impegno stagionale della squadra bianconera, la doppia finale di Coppa Italia contro il Verona che gli varrà l'ultimo trofeo della carriera agonistica, la maglia da titolare venisse affidata al suo secondo Luciano Bodini.
Durante i suoi anni alla Juventus, Zoff stabilì alcuni primati degni di nota: nel corso della stagione 1972-1973 mantenne la propria porta inviolata per 903', superando i precedenti 792' di Mario Da Pozzo e stabilendo così l'allora record d'imbattibilità nella Serie A a girone unico – un primato poi superato dai 929' di Sebastiano Rossi nel campionato 1993-1994 –; nell'annata 1981-1982 subì solo 14 reti, record societario per i bianconeri; inoltre, nelle undici stagioni disputate in maglia juventina non saltò mai una partita di campionato, scendendo in campo per 330 incontri consecutivi.

Da destra: Zoff nel 1981, insieme al tecnico Giovanni Trapattoni e al presidente Giampiero Boniperti, in una puntata della Domenica Sportiva celebrativa del 19º scudetto juventino.

Complessivamente, toccò la soglia delle 570 presenze in Serie A, un traguardo che lo renderà il giocatore con più apparizioni nel massimo campionato italiano fino al 2005, quando verrà scavalcato da Paolo Maldini; limitatamente al proprio ruolo, manterrà il primato per un ulteriore anno, oltrepassato da Gianluca Pagliuca nel 2006.

#### Nazionale

##### Nazionali giovanili
I primi approcci di Zoff con l'azzurro avvennero nelle rappresentative giovanili. Nel 1963, senza maturare presenze, fece da dodicesimo a Rino Rado nella nazionale «probabili olimpici» – una rappresentativa Under-21 ante litteram – che vinse la medaglia d'oro al torneo calcistico dei IV Giochi del Mediterraneo di Napoli. L'esordio in maglia azzurra arrivò il 20 novembre dello stesso anno ad Ankara, stavolta con la nazionale giovanile olimpica – una rappresentativa creata ad hoc onde eludere lo status dilettantistico all'epoca richiesto dal Comitato Olimpico Internazionale –, in occasione della sfida contro i pari età turchi (2-2) valevole per le qualificazioni al torneo di Tokyo 1964: pur ottenendo nei mesi seguenti l'accesso alla fase finale, l'anno dopo Zoff e i suoi compagni di nazionale si videro preclusa la partecipazione all'Olimpiade nipponica, una volta emerso il succitato problema di una carriera professionistica già in essere per parte di loro.
In totale, con la rappresentativa giovanile raccolse 3 presenze nel biennio 1963-1964.

##### Nazionale maggiore

###### 1968-1974

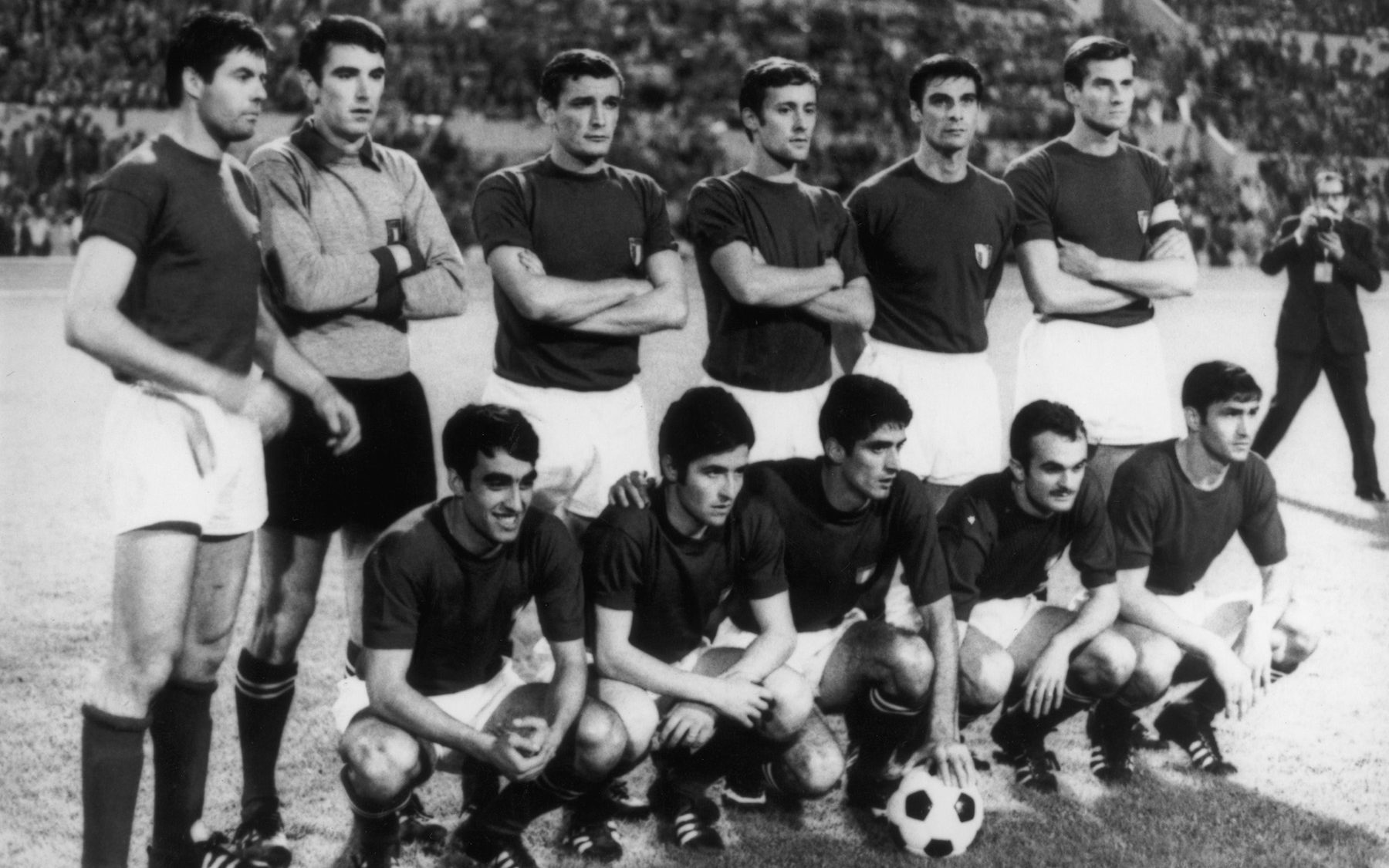
Zoff (in piedi, secondo da sinistra) con l'Italia scesa in campo nella vittoriosa finale del.

Zoff ricevette la prima convocazione in nazionale maggiore a 26 anni, durante le qualificazioni al campionato d'Europa 1968. L'Italia, giunta agli spareggi che avrebbero designato le quattro partecipanti alla fase finale del torneo, doveva ribaltare il 3-2 con cui la Bulgaria si era imposta nella gara di andata a Sofia; fino a quel momento il commissario tecnico azzurro, Ferruccio Valcareggi, aveva puntato su Enrico Albertosi come portiere titolare e su Lido Vieri come vice, ma degli infortuni occorsi a entrambi in prossimità della partita di ritorno costrinsero il selezionatore a ripiegare su Zoff e Roberto Anzolin, quest'ultimo già riserva di Albertosi al campionato del mondo 1966. Indeciso fino a poche ore dal fischio d'inizio su chi schierare, alla fine Valcareggi optò per il friulano, a suo dire perché «mi convinse il suo entusiasmo da debuttante», anche se non mancò chi parlò di un «omaggio alla geopolitica», con Zoff ritrovatosi a giocare praticamente «in casa» per via della sua militanza a Napoli, città scelta come sede della gara. Fatto sta che, il 26 aprile 1968 allo stadio San Paolo, il portiere si mostrò affidabile pur senza compiere grandi interventi, anzi stupendo i veterani della squadra per freddezza e lucidità messe in campo, e l'Italia ottenne la qualificazione imponendosi per 2-0.
Nel giugno dello stesso anno, Zoff disputò da titolare la fase finale della competizione, al termine della quale l'Italia conquistò il primo titolo europeo della sua storia, battendo 2-0 la Jugoslavia nella ripetizione della finale, che si era conclusa 1-1; il portiere, i cui interventi nel primo atto della finale furono decisivi per mantenere la parità, sarà poi inserito nella squadra ideale del torneo.

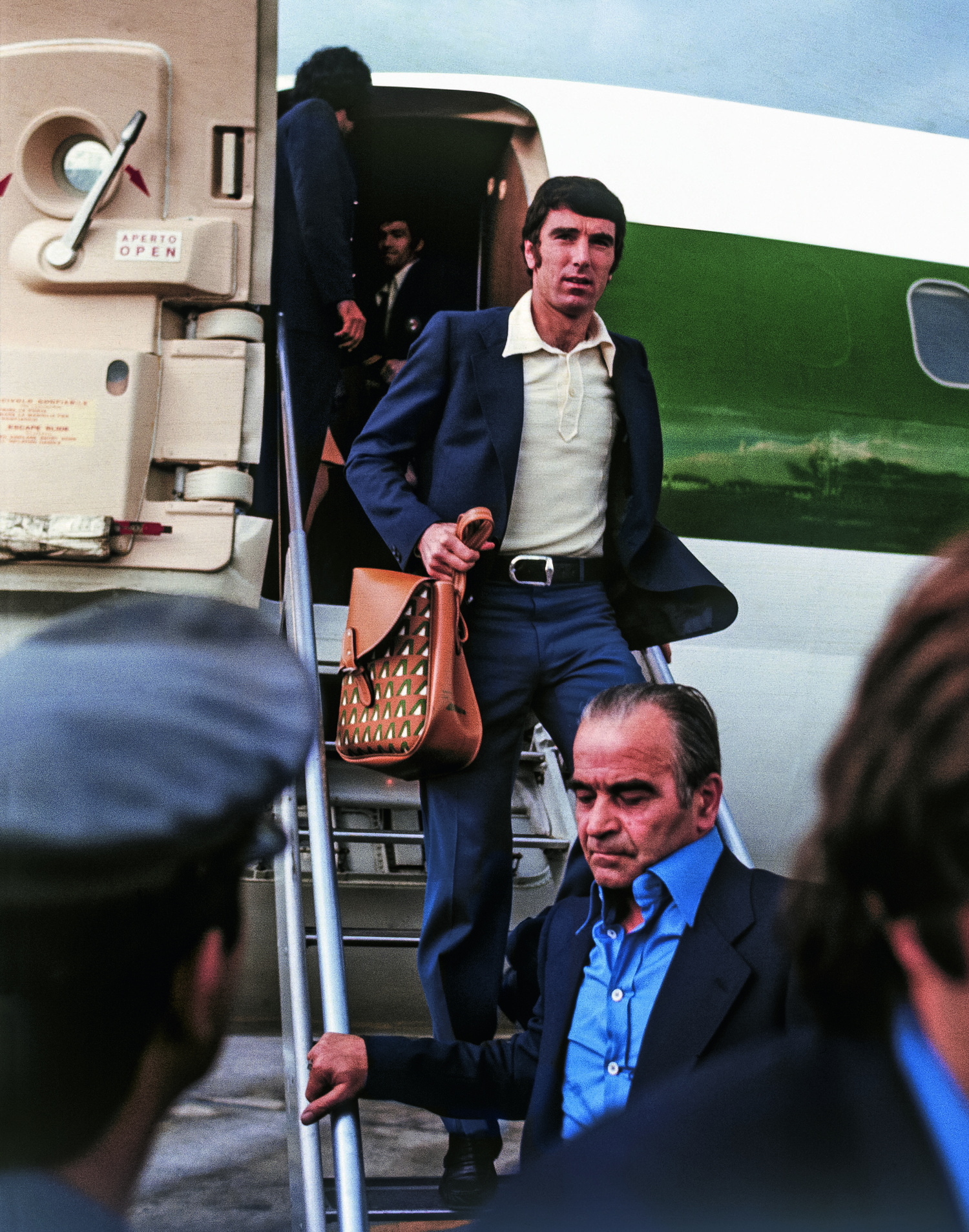
Zoff al ritorno in Italia dopo il deludente

L'ottimo europeo disputato garantì a Zoff, nonostante le sole 4 presenze al suo attivo, un posto da titolare per buona parte delle qualificazioni al campionato del mondo 1970 in Messico, ma nella fase finale del torneo le chiavi della porta furono nuovamente affidate ad Albertosi, fresco vincitore dello scudetto con il Cagliari e membro – insieme a Pierluigi Cera e Comunardo Niccolai, anch'essi convocati per il mondiale – di una linea difensiva che nel campionato appena concluso aveva concesso solo 11 reti, stabilendo un record. Zoff fece dunque da dodicesimo, assistendo dalla panchina al secondo posto dell'Italia, sconfitta in finale dal Brasile; pur senza mai polemizzare, definirà la sua esclusione dall'undici titolare «una grande sconfitta personale».
Terminato il mondiale, Albertosi mantenne il posto da titolare per tutto il 1970, finché Zoff non lo scavalcò a partire dall'amichevole contro la Spagna del 20 febbraio 1971, divenendo stabilmente il nuovo numero uno azzurro: di lì in avanti, infatti, la sua titolarità non verrà più messa in discussione. Mancato l'accesso alla fase finale del campionato d'Europa 1972 (Zoff, infortunato, non poté scendere in campo nel quarto di finale perso contro il Belgio), sul finire dello stesso anno il portiere diede inizio a una striscia di imbattibilità che lo porterà a mantenere la porta inviolata per 1142 minuti – record assoluto per le nazionali di calcio –, da Italia-Jugoslavia del 20 settembre 1972 ad Haiti-Italia del 15 giugno 1974: quest'ultima fu la gara d'esordio del campionato del mondo 1974 in Germania Ovest, dove un'Italia alla fine di un ciclo fu eliminata al primo turno.

###### 1974-1983

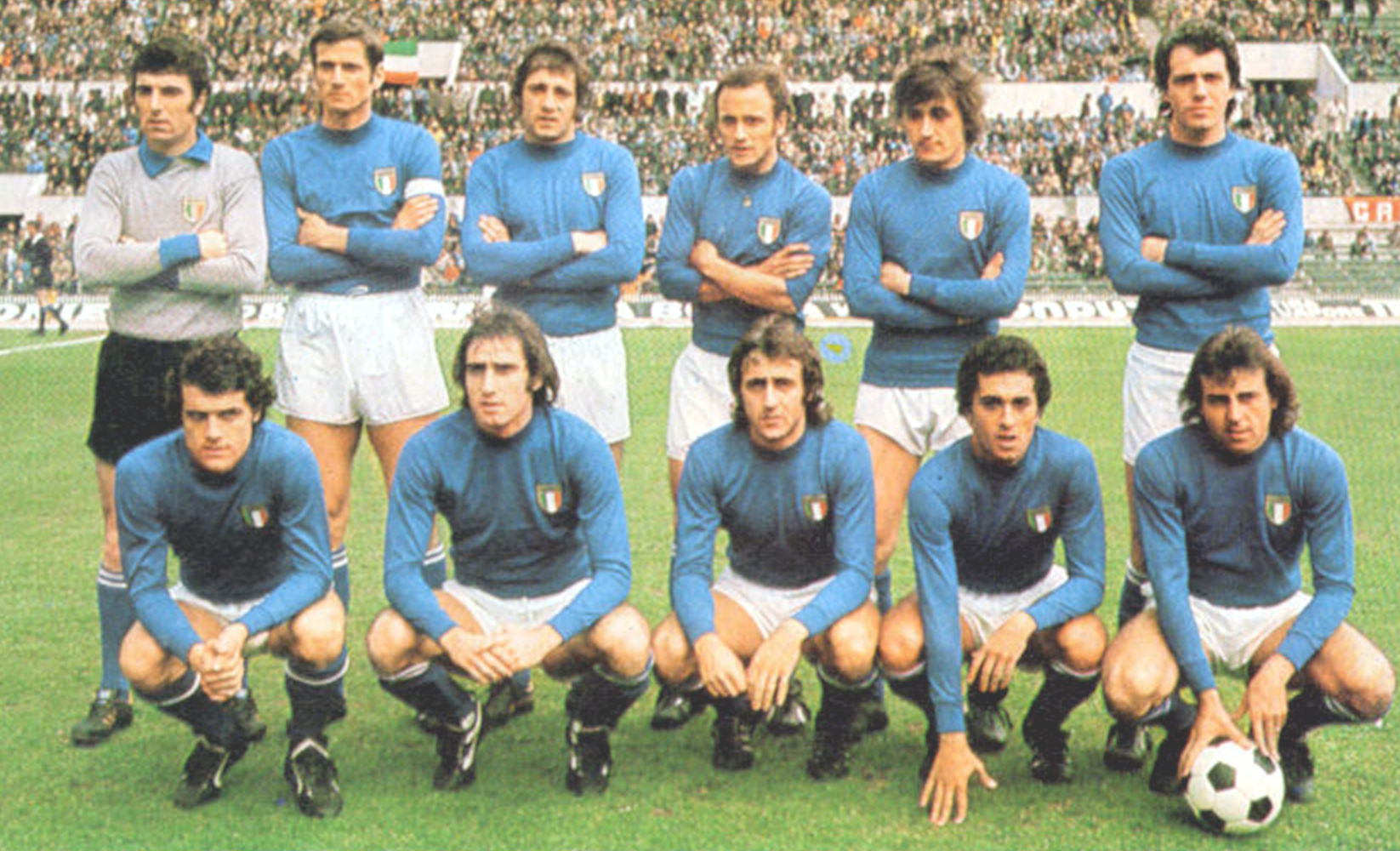
Zoff (in piedi, primo da sinistra) in una formazione azzurra del 1975

Terminata l'era Valcareggi, sostituito da Fulvio Bernardini il quale verrà poi affiancato da Enzo Bearzot, il 20 novembre 1974 Zoff indossò per la prima volta la fascia da capitano, in una partita contro i Paesi Bassi valida per le qualificazioni al campionato d'Europa 1976, cui l'Italia mancherà l'accesso come nell'edizione precedente; diverrà capitano a tutti gli effetti tre anni dopo, in seguito al ritiro dalla nazionale di Giacinto Facchetti. Con Bearzot promosso a unico CT, Zoff disputò quindi il campionato del mondo 1978 in Argentina, concluso al quarto posto; a seguito della sconfitta in semifinale per mano dei Paesi Bassi, che precluse agli azzurri l'accesso alla finale, Zoff fu duramente criticato da Gianni Brera a causa delle reti di Ernie Brandts e Arie Haan, realizzate con due tiri da lontano.
Il campionato d'Europa 1980, con Zoff ancora titolare, vide l'Italia padrona di casa piazzarsi ancora al quarto posto, venendo sconfitta ai tiri di rigore dalla Cecoslovacchia nella finalina valida per la terza piazza; come già accaduto al termine dell'edizione 1968, Zoff verrà incluso nel team of the tournament. Il 17 ottobre 1981, nella gara contro la Jugoslavia valida per le qualificazioni al campionato del mondo 1982, eguagliò il record di presenze in nazionale, precedentemente stabilito da Facchetti con 94 incontri; lo supererà nel successivo impegno del 14 novembre contro la Grecia.

Zoff (a destra), capitano degli azzurri, stringe la mano a Kevin Keegan prima della sfida contro l'Inghilterra a Euro 1980.

L'ultima grande competizione disputata da Zoff con la maglia della nazionale fu il succitato mondiale 1982 in Spagna, una partecipazione che permise al portiere di stabilire alcuni primati: disputando il suo quarto torneo iridato eguagliò il record italiano di Enrico Albertosi e Gianni Rivera (poi pareggiato da altri giocatori e battuto nel 2014 da Gianluigi Buffon); nella partita d'esordio con la Polonia toccò inoltre la soglia delle 100 presenze in nazionale, risultando il primo italiano a riuscirci. Nel corso del torneo, il portiere azzurro offrì prestazioni di alto livello – che gli valsero la collocazione nell'All-Star Team del mondiale – e compì il suo intervento più famoso, da lui stesso considerato il più importante della propria carriera: nei concitati minuti finali della partita contro il Brasile, valida per l'accesso alla semifinale, Zoff fermò in presa sulla linea di porta un colpo di testa del difensore avversario Oscar, evitando una più rischiosa respinta e risultando decisivo per il successo italiano (3-2). Dopo la vittoriosa finale contro la Germania Ovest (3-1), l'11 luglio a Madrid, in qualità di capitano fu Zoff ad alzare il trofeo della Coppa del Mondo, stabilendo altri due record: divenne infatti, all'età di 40 anni, il più anziano vincitore della competizione nonché il primo e unico italiano ad aver vinto un mondiale e un europeo.

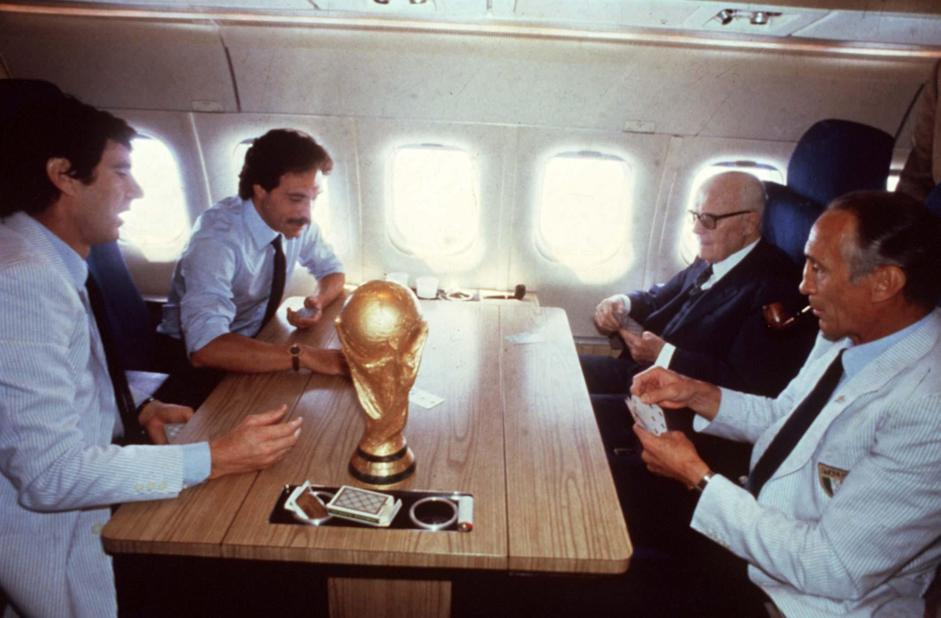
Da sinistra: Zoff con Causio, il presidente della Repubblica Pertini e il selezionatore Bearzot al ritorno dal, con la Coppa del Mondo vinta.

Il 29 maggio 1983, a 41 anni, Zoff scese in campo per l'ultima volta in azzurro, in Svezia-Italia (2-0) a Göteborg, sfida che coincise anche con l'ultima partita della sua carriera. Con 112 apparizioni (59 da capitano), Zoff è stato per 19 anni il detentore del record di presenze in nazionale, battuto da Paolo Maldini nel 2000.

### Allenatore e dirigente

#### Gli inizi
Alla fine della carriera agonistica Zoff rimase inizialmente alla Juventus, dove per la stagione 1983-1984 passò a ricoprire, all'interno dello staff tecnico di Giovanni Trapattoni, il ruolo di preparatore dei portieri: si occupò degli allenamenti della sua ex riserva Luciano Bodini e del neoacquisto Stefano Tacconi, quest'ultimo suo erede designato. Contemporaneamente, fuori dal campo prestò il suo nome per una linea di abbigliamento. Lasciò il club torinese nell'estate 1984, quando si vide precluso l'ingresso nello staff dirigenziale bianconero.
Quindi nel gennaio 1985 entrò nei ranghi tecnici della FIGC, dapprima come collaboratore del commissario tecnico Bearzot, prendendo parte in questa veste al campionato del mondo 1986 in Messico, e dopodiché come selezionatore dell'Italia olimpica, che riuscì a qualificare nel 1988 ai Giochi della XXIV Olimpiade di Seul; qui gli azzurri, poi guidati in Corea del Sud da Francesco Rocca, chiuderanno il torneo olimpico al quarto posto.

#### Juventus

Zoff, tecnico della Juventus, posa con i trofei di Coppa UEFA e Coppa Italia dopo il double continentale della stagione 1989-1990.

Zoff lasciò il ruolo di selezionatore della nazionale olimpica nel giugno 1988, nonostante il pass per Seul ottenuto, poiché già in predicato di dover cedere il ruolo a Rocca al termine del torneo a cinque cerchi; ciò per la mancata fiducia del presidente federale, Antonio Matarrese, intenzionato a demansionarlo a incarichi inerenti le nazionali giovanili, oltreché per alcuni dissapori con il successore di Bearzot sulla panchina della nazionale maggiore, Azeglio Vicini.
Anticipata quindi la separazione dalla FIGC, venne richiamato dalla Juventus, ingaggiato stavolta come tecnico della prima squadra. Guidò i bianconeri per il successive due stagioni, entrambe terminate al quarto posto in campionato: mentre la prima annata si rivelò globalmente anonima, nella successiva Zoff riportò la squadra torinese ai vertici dopo alcuni anni altalenanti, centrando il double continentale Coppa Italia-Coppa UEFA, vinte rispettivamente contro il Milan di Sacchi e – nella prima finale europea tutta italiana – contro la Fiorentina. Il riassetto societario in atto ai vertici del club alla fine della stagione 1989-1990, già annunciato da alcuni mesi, portò tuttavia alla mancata conferma di Zoff in panchina nonostante le due coppe sollevate.

#### Lazio
In vista della stagione 1990-1991 il tecnico friulano assunse quindi la guida della Lazio dell'allora presidente Gianmarco Calleri, con la quale ottenne nei primi due campionati dei piazzamenti di metà classifica, per poi riportare al suo terzo anno biancoceleste la squadra romana nelle coppe europee, dopo quasi quindici anni, grazie al quinto posto ottenuto nella stagione 1992-1993.

Zoff alla guida della Lazio nel 1992.

Lasciata la panchina a Zdeněk Zeman al termine del campionato 1993-1994, rimase nell'organigramma biancoceleste passando contestualmente a ricoprire la carica di presidente, durante la gestione societaria del finanziere Sergio Cragnotti; mantenne la carica fino al 1998. Nel mezzo, nella seconda metà della stagione 1996-1997 assunse anche il doppio incarico di presidente e allenatore, dopo l'esonero di Zeman: i capitolini, che in quel momento occupavano la dodicesima piazza in classifica, sotto la conduzione di Zoff conclusero poi il campionato al quarto posto.

#### Nazionale italiana
A seguito dell'eliminazione dell'Italia ai quarti di finale del campionato del mondo 1998, nel luglio seguente Zoff fu chiamato a sostituire l'esonerato Cesare Maldini come commissario tecnico degli azzurri, con l'obiettivo di portare la nazionale al campionato d'Europa 2000. Pur con qualche passo falso nelle giornate conclusive, ottenne la qualificazione alla fase finale del torneo, promuovendo nel frattempo in pianta stabile in maglia azzurra elementi come Francesco Totti e Gianluca Zambrotta.
Nell'estate 2000, sotto la guida di Zoff, all'europeo di Belgio e Paesi Bassi gli azzurri raggiunsero l'ultimo atto del torneo, dopo avere peraltro eliminato in semifinale gli Oranje padroni di casa ai tiri di rigore, in una stoica e sofferta partita rimasta da allora nell'immaginario del calcio italiano. Nella finale contro la Francia, dopo essere passati in vantaggio al 55', gli italiani furono raggiunti sul pari dai Bleus nei minuti di recupero, e poi battuti nei tempi supplementari al golden goal.
Nei giorni seguenti la partita, Zoff fu apertamente criticato da Silvio Berlusconi, all'epoca leader di Forza Italia e presidente del Milan, il quale criticò pubblicamente il commissario tecnico per le sue scelte tattiche: in segno di protesta, Zoff reagì rassegnando le proprie dimissioni, «per dignità».

#### Ritorno alla Lazio, Fiorentina
Dopo essere tornato alla Lazio nel ruolo di vicepresidente, nel gennaio 2001 venne richiamato in panchina per subentrare al dimissionario Sven-Göran Eriksson: dopo una lunga serie di risultati utili consecutivi, a fine stagione ottenne un terzo posto, ma nella stagione seguente fu esonerato dopo poche settimane, causa un avvio sottotono, culminato nella sconfitta casalinga in Champions League contro i francesi del Nantes (1-3).
Con 202 panchine, per i successivi diciannove anni è rimasto l'allenatore laziale con il maggior numero di presenze in competizioni ufficiali; tale record è stato superato nel 2020 da Simone Inzaghi.
Quattro anni dopo, come sua ultima appendice della carriera di allenatore, nel campionato 2004-2005 ritornò in panchina con la neopromossa Fiorentina, subentrando in gennaio al posto dell'esonerato Sergio Buso: Zoff condusse la squadra viola alla salvezza, riuscendo ad avere la meglio nella volata finale su Bologna e Brescia. Al termine della stagione si ritirò definitivamente dal mondo del calcio.

## Statistiche

### Presenze e reti nei club
| Stagione        | Squadra         | Campionato      | Campionato | Campionato | Coppe nazionali | Coppe nazionali | Coppe nazionali | Coppe continentali | Coppe continentali | Coppe continentali | Altre coppe | Altre coppe | Altre coppe | Totale | Totale |
| Stagione        | Squadra         | Comp            | Pres       | Reti       | Comp            | Pres            | Reti            | Comp               | Pres               | Reti               | Comp        | Pres        | Reti        | Pres   | Reti   |
| --------------- | --------------- | --------------- | ---------- | ---------- | --------------- | --------------- | --------------- | ------------------ | ------------------ | ------------------ | ----------- | ----------- | ----------- | ------ | ------ |
| 1961-1962       | Udinese         | A               | 4          | -9         | CI              | 0               | 0               | -                  | -                  | -                  | -           | -           | -           | 4      | -9     |
| 1962-1963       | Udinese         | B               | 36         | -45        | CI              | 1               | -3              | -                  | -                  | -                  | -           | -           | -           | 37     | -48    |
| Totale Udinese  | Totale Udinese  | Totale Udinese  | 40         | -54        |                 | 1               | -3              |                    | -                  | -                  |             | -           | -           | 41     | -57    |
| 1963-1964       | Mantova         | A               | 27         | -25        | CI              | 0               | 0               | -                  | -                  | -                  | -           | -           | -           | 27     | -25    |
| 1964-1965       | Mantova         | A               | 32         | -37        | CI              | 1               | -2              | -                  | -                  | -                  | -           | -           | -           | 33     | -39    |
| 1965-1966       | Mantova         | B               | 38         | -26        | CI              | 1               | -2              | -                  | -                  | -                  | -           | -           | -           | 39     | -28    |
| 1966-1967       | Mantova         | A               | 34         | -23        | CI              | 1               | -1              | -                  | -                  | -                  | -           | -           | -           | 35     | -24    |
| Totale Mantova  | Totale Mantova  | Totale Mantova  | 131        | -111       |                 | 3               | -5              |                    | -                  | -                  |             | -           | -           | 134    | -116   |
| 1967-1968       | Napoli          | A               | 30         | -24        | CI              | 2               | -2              | CdF                | 4                  | -7                 | -           | -           | -           | 36     | -33    |
| 1968-1969       | Napoli          | A               | 30         | -25        | CI              | 5               | -7              | CdF                | 3                  | -3                 | CdA         | 0           | 0           | 38     | -35    |
| 1969-1970       | Napoli          | A               | 30         | -21        | CI              | 3               | -3              | CdF                | 6                  | -6                 | CAI         | 0           | 0           | 39     | -30    |
| 1970-1971       | Napoli          | A               | 30         | -17        | CI              | 11              | -13             | -                  | -                  | -                  | -           | -           | -           | 41     | -30    |
| 1971-1972       | Napoli          | A               | 23         | -23        | CI              | 11              | -13             | CU                 | 2                  | -2                 | -           | -           | -           | 36     | -38    |
| Totale Napoli   | Totale Napoli   | Totale Napoli   | 143        | -110       |                 | 32              | -38             |                    | 15                 | -18                |             | -           | -           | 190    | -166   |
| 1972-1973       | Juventus        | A               | 30         | -22        | CI              | 11              | -10             | CC                 | 9                  | -5                 | -           | -           | -           | 50     | -37    |
| 1973-1974       | Juventus        | A               | 30         | -26        | CI              | 9               | -4              | CC                 | 2                  | -4                 | CInt        | 1           | -1          | 42     | -35    |
| 1974-1975       | Juventus        | A               | 30         | -19        | CI              | 10              | -8              | CU                 | 10                 | -10                | -           | -           | -           | 50     | -37    |
| 1975-1976       | Juventus        | A               | 30         | -24        | CI              | 4               | -4              | CC                 | 4                  | -6                 | -           | -           | -           | 38     | -34    |
| 1976-1977       | Juventus        | A               | 30         | -20        | CI              | 5               | -2              | CU                 | 12                 | -7                 | -           | -           | -           | 47     | -29    |
| 1977-1978       | Juventus        | A               | 30         | -17        | CI              | 4               | -2              | CC                 | 7                  | -4                 | -           | -           | -           | 41     | -23    |
| 1978-1979       | Juventus        | A               | 30         | -20        | CI              | 9               | -7              | CC                 | 2                  | -2                 | -           | -           | -           | 41     | -29    |
| 1979-1980       | Juventus        | A               | 30         | -25        | CI              | 4               | -1              | CdC                | 8                  | -5                 | -           | -           | -           | 42     | -31    |
| 1980-1981       | Juventus        | A               | 30         | -15        | CI              | 8               | -8              | CU                 | 4                  | -8                 | TC          | 3           | -4          | 45     | -35    |
| 1981-1982       | Juventus        | A               | 30         | -14        | CI              | 4               | -4              | CC                 | 4                  | -5                 | -           | -           | -           | 38     | -23    |
| 1982-1983       | Juventus        | A               | 30         | -24        | CI              | 6               | -8              | CC                 | 9                  | -10                | -           | -           | -           | 45     | -42    |
| Totale Juventus | Totale Juventus | Totale Juventus | 330        | -226       |                 | 74              | -58             |                    | 71                 | -66                |             | 4           | -5          | 479    | -355   |
| Totale carriera | Totale carriera | Totale carriera | 644        | -501       |                 | 110             | -104            |                    | 86                 | -84                |             | 4           | -5          | 844    | -694   |

### Cronologia presenze in nazionale
| Cronologia completa delle presenze e delle reti in nazionale ― Italia | Cronologia completa delle presenze e delle reti in nazionale ― Italia | Cronologia completa delle presenze e delle reti in nazionale ― Italia | Cronologia completa delle presenze e delle reti in nazionale ― Italia | Cronologia completa delle presenze e delle reti in nazionale ― Italia | Cronologia completa delle presenze e delle reti in nazionale ― Italia | Cronologia completa delle presenze e delle reti in nazionale ― Italia | Cronologia completa delle presenze e delle reti in nazionale ― Italia |
| Data                                                                  | Città                                                                 | In casa                                                               | Risultato                                                             | Ospiti                                                                | Competizione                                                          | Reti                                                                  | Note                                                                  |
| --------------------------------------------------------------------- | --------------------------------------------------------------------- | --------------------------------------------------------------------- | --------------------------------------------------------------------- | --------------------------------------------------------------------- | --------------------------------------------------------------------- | --------------------------------------------------------------------- | --------------------------------------------------------------------- |
| 20-4-1968                                                             | Napoli                                                                | Italia                                                                | 2 – 0                                                                 | Bulgaria                                                              | Qual. Euro 1968                                                       | -                                                                     |                                                                       |
| 5-6-1968                                                              | Napoli                                                                | Italia                                                                | 0 – 0 dts                                                             | Unione Sovietica                                                      | Euro 1968 - Semifinale                                                | -                                                                     |                                                                       |
| 8-6-1968                                                              | Roma                                                                  | Italia                                                                | 1 – 1 dts                                                             | Jugoslavia                                                            | Euro 1968 - Finale                                                    | -1                                                                    |                                                                       |
| 10-6-1968                                                             | Roma                                                                  | Italia                                                                | 2 – 0                                                                 | Jugoslavia                                                            | Euro 1968 - Finale                                                    | -                                                                     | [ 113 ]                                                               |
| 23-10-1968                                                            | Cardiff                                                               | Galles                                                                | 0 – 1                                                                 | Italia                                                                | Qual. Mondiali 1970                                                   | -                                                                     |                                                                       |
| 1-1-1969                                                              | Città del Messico                                                     | Messico                                                               | 2 – 3                                                                 | Italia                                                                | Amichevole                                                            | -2                                                                    |                                                                       |
| 29-3-1969                                                             | Berlino Est                                                           | Germania Est                                                          | 2 – 2                                                                 | Italia                                                                | Qual. Mondiali 1970                                                   | -2                                                                    |                                                                       |
| 24-5-1969                                                             | Torino                                                                | Italia                                                                | 0 – 0                                                                 | Bulgaria                                                              | Amichevole                                                            | -                                                                     |                                                                       |
| 22-11-1969                                                            | Napoli                                                                | Italia                                                                | 3 – 0                                                                 | Germania Est                                                          | Qual. Mondiali 1970                                                   | -                                                                     |                                                                       |
| 21-2-1970                                                             | Madrid                                                                | Spagna                                                                | 2 – 2                                                                 | Italia                                                                | Amichevole                                                            | -2                                                                    |                                                                       |
| 17-10-1970                                                            | Berna                                                                 | Svizzera                                                              | 1 – 1                                                                 | Italia                                                                | Amichevole                                                            | -                                                                     | 46’                                                                   |
| 20-2-1971                                                             | Cagliari                                                              | Italia                                                                | 1 – 2                                                                 | Spagna                                                                | Amichevole                                                            | -2                                                                    |                                                                       |
| 10-5-1971                                                             | Dublino                                                               | Irlanda                                                               | 1 – 2                                                                 | Italia                                                                | Qual. Euro 1972                                                       | -1                                                                    |                                                                       |
| 9-6-1971                                                              | Stoccolma                                                             | Svezia                                                                | 0 – 0                                                                 | Italia                                                                | Qual. Euro 1972                                                       | -                                                                     |                                                                       |
| 25-9-1971                                                             | Genova                                                                | Italia                                                                | 2 – 0                                                                 | Messico                                                               | Amichevole                                                            | -                                                                     |                                                                       |
| 9-10-1971                                                             | Milano                                                                | Italia                                                                | 3 – 0                                                                 | Svezia                                                                | Qual. Euro 1972                                                       | -                                                                     | 45’                                                                   |
| 20-11-1971                                                            | Roma                                                                  | Italia                                                                | 2 – 2                                                                 | Austria                                                               | Qual. Euro 1972                                                       | -2                                                                    |                                                                       |
| 4-3-1972                                                              | Atene                                                                 | Grecia                                                                | 2 – 1                                                                 | Italia                                                                | Amichevole                                                            | -2                                                                    |                                                                       |
| 17-6-1972                                                             | Bucarest                                                              | Romania                                                               | 3 – 3                                                                 | Italia                                                                | Amichevole                                                            | -3                                                                    |                                                                       |
| 20-9-1972                                                             | Torino                                                                | Italia                                                                | 3 – 1                                                                 | Jugoslavia                                                            | Amichevole                                                            | -1                                                                    |                                                                       |
| 7-10-1972                                                             | Lussemburgo                                                           | Lussemburgo                                                           | 0 – 4                                                                 | Italia                                                                | Qual. Mondiali 1974                                                   | -                                                                     |                                                                       |
| 21-10-1972                                                            | Berna                                                                 | Svizzera                                                              | 0 – 0                                                                 | Italia                                                                | Qual. Mondiali 1974                                                   | -                                                                     |                                                                       |
| 13-1-1973                                                             | Napoli                                                                | Italia                                                                | 0 – 0                                                                 | Turchia                                                               | Qual. Mondiali 1974                                                   | -                                                                     |                                                                       |
| 25-2-1973                                                             | Istanbul                                                              | Turchia                                                               | 0 – 1                                                                 | Italia                                                                | Qual. Mondiali 1974                                                   | -                                                                     |                                                                       |
| 31-3-1973                                                             | Genova                                                                | Italia                                                                | 5 – 0                                                                 | Lussemburgo                                                           | Qual. Mondiali 1974                                                   | -                                                                     |                                                                       |
| 9-6-1973                                                              | Roma                                                                  | Italia                                                                | 2 – 0                                                                 | Brasile                                                               | Amichevole                                                            | -                                                                     |                                                                       |
| 14-6-1973                                                             | Torino                                                                | Italia                                                                | 2 – 0                                                                 | Inghilterra                                                           | Amichevole                                                            | -                                                                     |                                                                       |
| 29-9-1973                                                             | Milano                                                                | Italia                                                                | 2 – 0                                                                 | Svezia                                                                | Amichevole                                                            | -                                                                     |                                                                       |
| 20-10-1973                                                            | Roma                                                                  | Italia                                                                | 2 – 0                                                                 | Svizzera                                                              | Qual. Mondiali 1974                                                   | -                                                                     |                                                                       |
| 14-11-1973                                                            | Londra                                                                | Inghilterra                                                           | 0 – 1                                                                 | Italia                                                                | Amichevole                                                            | -                                                                     |                                                                       |
| 26-2-1974                                                             | Roma                                                                  | Italia                                                                | 0 – 0                                                                 | Germania Ovest                                                        | Amichevole                                                            | -                                                                     |                                                                       |
| 8-6-1974                                                              | Vienna                                                                | Austria                                                               | 0 – 0                                                                 | Italia                                                                | Amichevole                                                            | -                                                                     |                                                                       |
| 15-6-1974                                                             | Monaco                                                                | Italia                                                                | 3 – 1                                                                 | Haiti                                                                 | Mondiali 1974 - 1º turno                                              | -1                                                                    |                                                                       |
| 19-6-1974                                                             | Stoccarda                                                             | Italia                                                                | 1 – 1                                                                 | Argentina                                                             | Mondiali 1974 - 1º turno                                              | -1                                                                    |                                                                       |
| 23-6-1974                                                             | Stoccarda                                                             | Polonia                                                               | 2 – 1                                                                 | Italia                                                                | Mondiali 1974 - 1º turno                                              | -2                                                                    |                                                                       |
| 28-9-1974                                                             | Zagabria                                                              | Jugoslavia                                                            | 1 – 0                                                                 | Italia                                                                | Amichevole                                                            | -1                                                                    |                                                                       |
| 20-11-1974                                                            | Rotterdam                                                             | Paesi Bassi                                                           | 3 – 1                                                                 | Italia                                                                | Qual. Euro 1976                                                       | -3                                                                    | Cap.                                                                  |
| 29-12-1974                                                            | Genova                                                                | Italia                                                                | 0 – 0                                                                 | Bulgaria                                                              | Amichevole                                                            | -                                                                     | Cap.                                                                  |
| 19-4-1975                                                             | Roma                                                                  | Italia                                                                | 0 – 0                                                                 | Polonia                                                               | Qual. Euro 1976                                                       | -                                                                     |                                                                       |
| 5-6-1975                                                              | Helsinki                                                              | Finlandia                                                             | 0 – 1                                                                 | Italia                                                                | Qual. Euro 1976                                                       | -                                                                     |                                                                       |
| 8-6-1975                                                              | Mosca                                                                 | Unione Sovietica                                                      | 1 – 0                                                                 | Italia                                                                | Amichevole                                                            | -1                                                                    |                                                                       |
| 27-9-1975                                                             | Roma                                                                  | Italia                                                                | 0 – 0                                                                 | Finlandia                                                             | Qual. Euro 1976                                                       | -                                                                     |                                                                       |
| 26-10-1975                                                            | Varsavia                                                              | Polonia                                                               | 0 – 0                                                                 | Italia                                                                | Qual. Euro 1976                                                       | -                                                                     |                                                                       |
| 22-11-1975                                                            | Roma                                                                  | Italia                                                                | 1 – 0                                                                 | Paesi Bassi                                                           | Qual. Euro 1976                                                       | -                                                                     |                                                                       |
| 30-12-1975                                                            | Firenze                                                               | Italia                                                                | 3 – 2                                                                 | Grecia                                                                | Amichevole                                                            | -2                                                                    | Cap.                                                                  |
| 7-4-1976                                                              | Torino                                                                | Italia                                                                | 3 – 1                                                                 | Portogallo                                                            | Amichevole                                                            | -1                                                                    |                                                                       |
| 23-5-1976                                                             | Washington                                                            | Stati Uniti League XI                                                 | 0 – 4                                                                 | Italia                                                                | Torneo del Bicentenario                                               | -                                                                     |                                                                       |
| 28-5-1976                                                             | New York                                                              | Inghilterra                                                           | 3 – 2                                                                 | Italia                                                                | Torneo del Bicentenario                                               | -3                                                                    |                                                                       |
| 31-5-1976                                                             | New Haven                                                             | Brasile                                                               | 4 – 1                                                                 | Italia                                                                | Torneo del Bicentenario                                               | -4                                                                    |                                                                       |
| 5-6-1976                                                              | Milano                                                                | Italia                                                                | 4 – 2                                                                 | Romania                                                               | Amichevole                                                            | -2                                                                    |                                                                       |
| 22-9-1976                                                             | Copenaghen                                                            | Danimarca                                                             | 0 – 1                                                                 | Italia                                                                | Amichevole                                                            | -                                                                     | Cap.                                                                  |
| 25-9-1976                                                             | Roma                                                                  | Italia                                                                | 3 – 0                                                                 | Jugoslavia                                                            | Amichevole                                                            | -                                                                     | Cap.                                                                  |
| 16-10-1976                                                            | Lussemburgo                                                           | Lussemburgo                                                           | 1 – 4                                                                 | Italia                                                                | Qual. Mondiali 1978                                                   | -1                                                                    |                                                                       |
| 17-11-1976                                                            | Roma                                                                  | Italia                                                                | 2 – 0                                                                 | Inghilterra                                                           | Qual. Mondiali 1978                                                   | -                                                                     |                                                                       |
| 22-12-1976                                                            | Lisbona                                                               | Portogallo                                                            | 2 – 1                                                                 | Italia                                                                | Amichevole                                                            | -2                                                                    | Cap.                                                                  |
| 26-1-1977                                                             | Roma                                                                  | Italia                                                                | 2 – 1                                                                 | Belgio                                                                | Amichevole                                                            | -                                                                     | Cap. 45’                                                              |
| 8-6-1977                                                              | Helsinki                                                              | Finlandia                                                             | 0 – 3                                                                 | Italia                                                                | Qual. Mondiali 1978                                                   | -                                                                     |                                                                       |
| 8-10-1977                                                             | Berlino Ovest                                                         | Germania Ovest                                                        | 2 – 1                                                                 | Italia                                                                | Amichevole                                                            | -2                                                                    |                                                                       |
| 15-10-1977                                                            | Torino                                                                | Italia                                                                | 6 – 1                                                                 | Finlandia                                                             | Qual. Mondiali 1978                                                   | -1                                                                    |                                                                       |
| 16-11-1977                                                            | Londra                                                                | Inghilterra                                                           | 2 – 0                                                                 | Italia                                                                | Qual. Mondiali 1978                                                   | -2                                                                    |                                                                       |
| 3-12-1977                                                             | Roma                                                                  | Italia                                                                | 3 – 0                                                                 | Lussemburgo                                                           | Qual. Mondiali 1978                                                   | -                                                                     | Cap.                                                                  |
| 8-2-1978                                                              | Napoli                                                                | Italia                                                                | 2 – 2                                                                 | Francia                                                               | Amichevole                                                            | -2                                                                    | Cap.                                                                  |
| 8-5-1978                                                              | Roma                                                                  | Italia                                                                | 0 – 0                                                                 | Jugoslavia                                                            | Amichevole                                                            | -                                                                     | Cap.                                                                  |
| 2-6-1978                                                              | Mar del Plata                                                         | Italia                                                                | 2 – 1                                                                 | Francia                                                               | Mondiali 1978 - 1º turno                                              | -1                                                                    | Cap.                                                                  |
| 6-6-1978                                                              | Mar del Plata                                                         | Italia                                                                | 3 – 1                                                                 | Ungheria                                                              | Mondiali 1978 - 1º turno                                              | -1                                                                    | Cap.                                                                  |
| 10-6-1978                                                             | Buenos Aires                                                          | Italia                                                                | 1 – 0                                                                 | Argentina                                                             | Mondiali 1978 - 1º turno                                              | -                                                                     | Cap.                                                                  |
| 14-6-1978                                                             | Buenos Aires                                                          | Germania Ovest                                                        | 0 – 0                                                                 | Italia                                                                | Mondiali 1978 - 2º turno                                              | -                                                                     | Cap.                                                                  |
| 18-6-1978                                                             | Buenos Aires                                                          | Italia                                                                | 1 – 0                                                                 | Austria                                                               | Mondiali 1978 - 2º turno                                              | -                                                                     | Cap.                                                                  |
| 21-6-1978                                                             | Buenos Aires                                                          | Paesi Bassi                                                           | 2 – 1                                                                 | Italia                                                                | Mondiali 1978 - 2º turno                                              | -2                                                                    | Cap.                                                                  |
| 24-6-1978                                                             | Buenos Aires                                                          | Brasile                                                               | 2 – 1                                                                 | Italia                                                                | Mondiali 1978 - Finale 3º-4º posto                                    | -2                                                                    | Cap. -                                                                |
| 20-9-1978                                                             | Torino                                                                | Italia                                                                | 1 – 0                                                                 | Bulgaria                                                              | Amichevole                                                            | -                                                                     | Cap.                                                                  |
| 8-11-1978                                                             | Bratislava                                                            | Cecoslovacchia                                                        | 3 – 0                                                                 | Italia                                                                | Amichevole                                                            | -3                                                                    | Cap.                                                                  |
| 21-12-1978                                                            | Roma                                                                  | Italia                                                                | 1 – 0                                                                 | Spagna                                                                | Amichevole                                                            | -                                                                     | Cap. 45’                                                              |
| 24-2-1979                                                             | Milano                                                                | Italia                                                                | 3 – 0                                                                 | Paesi Bassi                                                           | Amichevole                                                            | -                                                                     | Cap. 45’                                                              |
| 26-5-1979                                                             | Roma                                                                  | Italia                                                                | 2 – 2                                                                 | Argentina                                                             | Amichevole                                                            | -2                                                                    | Cap.                                                                  |
| 26-9-1979                                                             | Firenze                                                               | Italia                                                                | 1 – 0                                                                 | Svezia                                                                | Amichevole                                                            | -                                                                     | Cap. 45’                                                              |
| 17-11-1979                                                            | Udine                                                                 | Italia                                                                | 2 – 0                                                                 | Svizzera                                                              | Amichevole                                                            | -                                                                     | Cap. 45’                                                              |
| 16-2-1980                                                             | Napoli                                                                | Italia                                                                | 2 – 1                                                                 | Romania                                                               | Amichevole                                                            | -                                                                     | Cap. 45’                                                              |
| 15-3-1980                                                             | Milano                                                                | Italia                                                                | 1 – 0                                                                 | Uruguay                                                               | Amichevole                                                            | -                                                                     | Cap. 45’                                                              |
| 19-4-1980                                                             | Torino                                                                | Italia                                                                | 2 – 2                                                                 | Polonia                                                               | Amichevole                                                            | -2                                                                    | Cap. 45’                                                              |
| 12-6-1980                                                             | Milano                                                                | Italia                                                                | 0 – 0                                                                 | Spagna                                                                | Euro 1980 - 1º turno                                                  | -                                                                     | Cap.                                                                  |
| 15-6-1980                                                             | Torino                                                                | Italia                                                                | 1 – 0                                                                 | Inghilterra                                                           | Euro 1980 - 1º turno                                                  | -                                                                     | Cap.                                                                  |
| 18-6-1980                                                             | Roma                                                                  | Italia                                                                | 0 – 0                                                                 | Belgio                                                                | Euro 1980 - 1º turno                                                  | -                                                                     | Cap.                                                                  |
| 21-6-1980                                                             | Napoli                                                                | Cecoslovacchia                                                        | 1 – 1 dts (9 – 8 dtr)                                                 | Italia                                                                | Euro 1980 - Finale 3º-4º posto                                        | -1                                                                    | Cap. -                                                                |
| 24-9-1980                                                             | Genova                                                                | Italia                                                                | 3 – 1                                                                 | Portogallo                                                            | Amichevole                                                            | -                                                                     | Cap. 45’                                                              |
| 11-10-1980                                                            | Lussemburgo                                                           | Lussemburgo                                                           | 0 – 2                                                                 | Italia                                                                | Qual. Mondiali 1982                                                   | -                                                                     | Cap.                                                                  |
| 1-11-1980                                                             | Roma                                                                  | Italia                                                                | 2 – 0                                                                 | Danimarca                                                             | Qual. Mondiali 1982                                                   | -                                                                     | Cap.                                                                  |
| 15-11-1980                                                            | Torino                                                                | Italia                                                                | 2 – 0                                                                 | Jugoslavia                                                            | Qual. Mondiali 1982                                                   | -                                                                     | Cap.                                                                  |
| 6-12-1980                                                             | Atene                                                                 | Grecia                                                                | 0 – 2                                                                 | Italia                                                                | Qual. Mondiali 1982                                                   | -                                                                     | Cap.                                                                  |
| 25-2-1981                                                             | Roma                                                                  | Italia                                                                | 0 – 3                                                                 | Europa                                                                | Amichevole                                                            | -1                                                                    | Cap. 45’                                                              |
| 19-4-1981                                                             | Udine                                                                 | Italia                                                                | 0 – 0                                                                 | Germania Est                                                          | Amichevole                                                            | -                                                                     | Cap.                                                                  |
| 3-6-1981                                                              | Copenaghen                                                            | Danimarca                                                             | 3 – 1                                                                 | Italia                                                                | Qual. Mondiali 1982                                                   | -3                                                                    | Cap.                                                                  |
| 23-9-1981                                                             | Bologna                                                               | Italia                                                                | 3 – 2                                                                 | Bulgaria                                                              | Amichevole                                                            | -                                                                     | Cap. 45’                                                              |
| 17-10-1981                                                            | Belgrado                                                              | Jugoslavia                                                            | 1 – 1                                                                 | Italia                                                                | Qual. Mondiali 1982                                                   | -1                                                                    | Cap.                                                                  |
| 14-11-1981                                                            | Torino                                                                | Italia                                                                | 1 – 1                                                                 | Grecia                                                                | Qual. Mondiali 1982                                                   | -1                                                                    | Cap.                                                                  |
| 5-12-1981                                                             | Napoli                                                                | Italia                                                                | 1 – 0                                                                 | Lussemburgo                                                           | Qual. Mondiali 1982                                                   | -                                                                     | Cap.                                                                  |
| 23-2-1982                                                             | Parigi                                                                | Francia                                                               | 2 – 0                                                                 | Italia                                                                | Amichevole                                                            | -1                                                                    | Cap. 45’                                                              |
| 14-4-1982                                                             | Lipsia                                                                | Germania Est                                                          | 1 – 0                                                                 | Italia                                                                | Amichevole                                                            | -1                                                                    | Cap. 45’                                                              |
| 28-5-1982                                                             | Ginevra                                                               | Svizzera                                                              | 1 – 1                                                                 | Italia                                                                | Amichevole                                                            | -                                                                     | Cap. 45’                                                              |
| 14-6-1982                                                             | Vigo                                                                  | Italia                                                                | 0 – 0                                                                 | Polonia                                                               | Mondiali 1982 - 1º turno                                              | -                                                                     | Cap.                                                                  |
| 18-6-1982                                                             | Vigo                                                                  | Italia                                                                | 1 – 1                                                                 | Perù                                                                  | Mondiali 1982 - 1º turno                                              | -1                                                                    | Cap.                                                                  |
| 23-6-1982                                                             | Vigo                                                                  | Italia                                                                | 1 – 1                                                                 | Camerun                                                               | Mondiali 1982 - 1º turno                                              | -1                                                                    | Cap.                                                                  |
| 29-6-1982                                                             | Barcellona                                                            | Italia                                                                | 2 – 1                                                                 | Argentina                                                             | Mondiali 1982 - 2º turno                                              | -1                                                                    | Cap.                                                                  |
| 5-7-1982                                                              | Barcellona                                                            | Italia                                                                | 3 – 2                                                                 | Brasile                                                               | Mondiali 1982 - 2º turno                                              | -2                                                                    | Cap.                                                                  |
| 8-7-1982                                                              | Barcellona                                                            | Italia                                                                | 2 – 0                                                                 | Polonia                                                               | Mondiali 1982 - Semifinale                                            | -                                                                     | Cap.                                                                  |
| 11-7-1982                                                             | Madrid                                                                | Italia                                                                | 3 – 1                                                                 | Germania Ovest                                                        | Mondiali 1982 - Finale                                                | -1                                                                    | Cap. -                                                                |
| 27-10-1982                                                            | Roma                                                                  | Italia                                                                | 0 – 1                                                                 | Svizzera                                                              | Amichevole                                                            | -                                                                     | Cap. 45’                                                              |
| 13-11-1982                                                            | Milano                                                                | Italia                                                                | 2 – 2                                                                 | Cecoslovacchia                                                        | Qual. Euro 1984                                                       | -2                                                                    | Cap.                                                                  |
| 4-12-1982                                                             | Firenze                                                               | Italia                                                                | 0 – 0                                                                 | Romania                                                               | Qual. Euro 1984                                                       | -                                                                     | Cap.                                                                  |
| 12-2-1983                                                             | Limisso                                                               | Cipro                                                                 | 1 – 1                                                                 | Italia                                                                | Qual. Euro 1984                                                       | -1                                                                    | Cap.                                                                  |
| 16-4-1983                                                             | Bucarest                                                              | Romania                                                               | 1 – 0                                                                 | Italia                                                                | Qual. Euro 1984                                                       | -1                                                                    | Cap.                                                                  |
| 29-5-1983                                                             | Göteborg                                                              | Svezia                                                                | 2 – 0                                                                 | Italia                                                                | Qual. Euro 1984                                                       | -2                                                                    | Cap.                                                                  |
| Totale                                                                |                                                                       | Presenze (8º posto)                                                   | 112                                                                   |                                                                       | Reti                                                                  | -83                                                                   |                                                                       |

### Record

#### Giocatore

##### Juventus
- Giocatore con più presenze consecutive in Serie A con la Juventus (330).[60]

##### Individuali
- Giocatore con più presenze consecutive in Serie A in assoluto (332)[34]
- Giocatore più anziano a vincere un campionato mondiale (40 anni e 133 giorni).[31]
- Giocatore più anziano a disputare una finale di Coppa dei Campioni/UEFA Champions League (41 anni e 86 giorni).[116]
- Unico giocatore italiano ad aver vinto un campionato mondiale e un campionato europeo.[25][82]
- Portiere con la più lunga striscia d'imbattibilità nella storia delle nazionali di calcio (1142 minuti).[10]

#### Allenatore

##### Juventus
- Unico juventino vincitore di una competizione internazionale, la Coppa UEFA, sia da giocatore (1976-1977) sia da allenatore (1989-1990) della squadra.

### Statistiche da allenatore

#### Club
In grassetto le competizioni vinte.
| Stagione        | Squadra         | Campionato      | Campionato | Campionato | Campionato | Campionato | Coppe nazionali | Coppe nazionali | Coppe nazionali | Coppe nazionali | Coppe nazionali | Coppe continentali | Coppe continentali | Coppe continentali | Coppe continentali | Coppe continentali | Altre coppe | Altre coppe | Altre coppe | Altre coppe | Altre coppe | Totale | Totale | Totale | Totale | % Vittorie | Piazzamento |
| Stagione        | Squadra         | Comp            | G          | V          | N          | P          | Comp            | G               | V               | N               | P               | Comp               | G                  | V                  | N                  | P                  | Comp        | G           | V           | N           | P           | G      | V      | N      | P      | %          | Piazzamento |
| --------------- | --------------- | --------------- | ---------- | ---------- | ---------- | ---------- | --------------- | --------------- | --------------- | --------------- | --------------- | ------------------ | ------------------ | ------------------ | ------------------ | ------------------ | ----------- | ----------- | ----------- | ----------- | ----------- | ------ | ------ | ------ | ------ | ---------- | ----------- |
| 1988-1989       | Juventus        | A               | 34         | 15         | 13         | 6          | CI              | 8               | 3               | 4               | 1               | CU                 | 8                  | 5                  | 0                  | 3                  | -           | -           | -           | -           | -           | 50     | 23     | 20     | 7      | 46,00      | 4º          |
| 1989-1990       | Juventus        | A               | 34         | 15         | 14         | 5          | CI              | 8               | 6               | 1               | 1               | CU                 | 12                 | 9                  | 2                  | 1                  | -           | -           | -           | -           | -           | 54     | 30     | 17     | 7      | 55,56      | 4º          |
| Totale Juventus | Totale Juventus | Totale Juventus | 68         | 30         | 27         | 11         |                 | 16              | 9               | 5               | 2               |                    | 20                 | 14                 | 2                  | 4                  |             | -           | -           | -           | -           | 104    | 53     | 37     | 14     | 50,96      |             |
| 1990-1991       | Lazio           | A               | 34         | 8          | 19         | 7          | CI              | 2               | 0               | 1               | 1               | -                  | -                  | -                  | -                  | -                  | -           | -           | -           | -           | -           | 36     | 8      | 20     | 8      | 22,22      | 11º         |
| 1991-1992       | Lazio           | A               | 34         | 11         | 12         | 11         | CI              | 4               | 2               | 1               | 1               | -                  | -                  | -                  | -                  | -                  | -           | -           | -           | -           | -           | 38     | 13     | 13     | 12     | 34,21      | 11º         |
| 1992-1993       | Lazio           | A               | 34         | 13         | 12         | 9          | CI              | 6               | 3               | 2               | 1               | -                  | -                  | -                  | -                  | -                  | -           | -           | -           | -           | -           | 40     | 16     | 14     | 10     | 40,00      | 5º          |
| 1993-1994       | Lazio           | A               | 34         | 17         | 10         | 7          | CI              | 2               | 0               | 1               | 1               | CU                 | 4                  | 3                  | 0                  | 1                  | -           | -           | -           | -           | -           | 40     | 20     | 11     | 9      | 50,00      | 3º          |
| gen.-giu. 1997  | Lazio           | A               | 16         | 9          | 5          | 2          | CI              | 0               | 0               | 0               | 0               | CU                 | 0                  | 0                  | 0                  | 0                  | -           | -           | -           | -           | -           | 16     | 9      | 5      | 2      | 56,25      | Sub., 4º    |
| gen.-giu. 2001  | Lazio           | A               | 21         | 15         | 3          | 3          | CI              | 0               | 0               | 0               | 0               | UCL                | 4                  | 1                  | 2                  | 1                  | SI          | -           | -           | -           | -           | 25     | 16     | 5      | 4      | 64,00      | Sub., 3º    |
| lug.-set. 2001  | Lazio           | A               | 3          | 0          | 3          | 0          | CI              | 0               | 0               | 0               | 0               | UCL                | 4                  | 1                  | 0                  | 3                  | -           | -           | -           | -           | -           | 7      | 1      | 3      | 3      | 14,29      | Eson.       |
| Totale Lazio    | Totale Lazio    | Totale Lazio    | 176        | 73         | 64         | 39         |                 | 14              | 5               | 5               | 4               |                    | 12                 | 5                  | 2                  | 5                  |             | -           | -           | -           | -           | 202    | 83     | 71     | 48     | 41,09      |             |
| gen.-giu. 2005  | Fiorentina      | A               | 18         | 4          | 7          | 7          | CI              | 2               | 1               | 0               | 1               | -                  | -                  | -                  | -                  | -                  | -           | -           | -           | -           | -           | 20     | 5      | 7      | 8      | 25,00      | Sub., 16º   |
| Totale carriera | Totale carriera | Totale carriera | 262        | 107        | 101        | 54         |                 | 32              | 15              | 10              | 7               |                    | 32                 | 19                 | 4                  | 9                  |             | -           | -           | -           | -           | 326    | 141    | 115    | 70     | 43,25      |             |

#### Nazionale nel dettaglio
| 1998             | Italia        | Qual. europeo | 1º nel Gruppo A, qualificato | 2  | 2  | 0 | 0 | 100,00& | 4  | 0  | +4  |
| 1999             | Italia        | Qual. europeo | 1º nel Gruppo A, qualificato | 6  | 2  | 3 | 1 | 33,33   | 9  | 5  | +4  |
| 2000             | Italia        | Europeo       | 2º                           | 6  | 4  | 1 | 1 | 66,67   | 9  | 4  | +5  |
| Dal 1998 al 2000 | Italia        | Amichevoli    |                              | 9  | 3  | 3 | 3 | 33,33   | 12 | 10 | +2  |
| Totale Italia    | Totale Italia | Totale Italia | Totale Italia                | 23 | 11 | 7 | 5 | 47,83   | 34 | 19 | +15 |

#### Panchine da commissario tecnico della nazionale italiana
| Cronologia completa delle presenze e delle reti in nazionale ― Italia | Cronologia completa delle presenze e delle reti in nazionale ― Italia | Cronologia completa delle presenze e delle reti in nazionale ― Italia | Cronologia completa delle presenze e delle reti in nazionale ― Italia | Cronologia completa delle presenze e delle reti in nazionale ― Italia | Cronologia completa delle presenze e delle reti in nazionale ― Italia | Cronologia completa delle presenze e delle reti in nazionale ― Italia | Cronologia completa delle presenze e delle reti in nazionale ― Italia |
| Data                                                                  | Città                                                                 | In casa                                                               | Risultato                                                             | Ospiti                                                                | Competizione                                                          | Reti                                                                  | Note                                                                  |
| --------------------------------------------------------------------- | --------------------------------------------------------------------- | --------------------------------------------------------------------- | --------------------------------------------------------------------- | --------------------------------------------------------------------- | --------------------------------------------------------------------- | --------------------------------------------------------------------- | --------------------------------------------------------------------- |
| 5-9-1998                                                              | Liverpool                                                             | Galles                                                                | 0 – 2                                                                 | Italia                                                                | Qual. Euro 2000                                                       | Diego Fuser Christian Vieri                                           | Cap:D. Albertini                                                      |
| 10-10-1998                                                            | Udine                                                                 | Italia                                                                | 2 – 0                                                                 | Svizzera                                                              | Qual. Euro 2000                                                       | 2 Alessandro Del Piero                                                | Cap:P. Maldini                                                        |
| 18-11-1998                                                            | Salerno                                                               | Italia                                                                | 2 – 2                                                                 | Spagna                                                                | Amichevole                                                            | 2 Filippo Inzaghi                                                     | Cap:P. Maldini                                                        |
| 16-12-1998                                                            | Roma                                                                  | Italia                                                                | 6 – 2                                                                 | World Stars                                                           | Amichevole                                                            | 3 Enrico Chiesa Eusebio Di Francesco Diego Fuser Filippo Inzaghi      | Cap:P. Maldini                                                        |
| 10-2-1999                                                             | Pisa                                                                  | Italia                                                                | 0 – 0                                                                 | Norvegia                                                              | Amichevole                                                            | -                                                                     | Cap:P. Maldini                                                        |
| 27-3-1999                                                             | Copenaghen                                                            | Danimarca                                                             | 1 – 2                                                                 | Italia                                                                | Qual. Euro 2000                                                       | Antonio Conte Filippo Inzaghi                                         | Cap:P. Maldini                                                        |
| 31-3-1999                                                             | Ancona                                                                | Italia                                                                | 1 – 1                                                                 | Bielorussia                                                           | Qual. Euro 2000                                                       | Filippo Inzaghi                                                       | Cap:P. Maldini                                                        |
| 28-4-1999                                                             | Zagabria                                                              | Croazia                                                               | 0 – 0                                                                 | Italia                                                                | Amichevole                                                            | -                                                                     | Cap:P. Maldini                                                        |
| 5-6-1999                                                              | Bologna                                                               | Italia                                                                | 4 – 0                                                                 | Galles                                                                | Qual. Euro 2000                                                       | Enrico Chiesa Filippo Inzaghi Paolo Maldini Christian Vieri           | Cap:P. Maldini                                                        |
| 9-6-1999                                                              | Losanna                                                               | Svizzera                                                              | 0 – 0                                                                 | Italia                                                                | Qual. Euro 2000                                                       | -                                                                     | Cap:P. Maldini                                                        |
| 8-9-1999                                                              | Napoli                                                                | Italia                                                                | 2 – 3                                                                 | Danimarca                                                             | Qual. Euro 2000                                                       | Diego Fuser Christian Vieri                                           | Cap:D. Albertini                                                      |
| 9-10-1999                                                             | Minsk                                                                 | Bielorussia                                                           | 0 – 0                                                                 | Italia                                                                | Qual. Euro 2000                                                       | -                                                                     | Cap:P. Maldini                                                        |
| 13-11-1999                                                            | Lecce                                                                 | Italia                                                                | 1 – 3                                                                 | Belgio                                                                | Amichevole                                                            | Paolo Vanoli                                                          | Cap:D. Albertini                                                      |
| 23-2-2000                                                             | Palermo                                                               | Italia                                                                | 1 – 0                                                                 | Svezia                                                                | Amichevole                                                            | Alessandro Del Piero                                                  | Cap:C. Ferrara                                                        |
| 29-3-2000                                                             | Barcellona                                                            | Spagna                                                                | 2 – 0                                                                 | Italia                                                                | Amichevole                                                            | -                                                                     | Cap:P. Maldini                                                        |
| 26-4-2000                                                             | Reggio Calabria                                                       | Italia                                                                | 2 – 0                                                                 | Portogallo                                                            | Amichevole                                                            | Mark Iuliano Francesco Totti                                          | Cap:D. Albertini                                                      |
| 3-6-2000                                                              | Oslo                                                                  | Norvegia                                                              | 1 – 0                                                                 | Italia                                                                | Amichevole                                                            | -                                                                     | Cap:P. Maldini                                                        |
| 11-6-2000                                                             | Arnhem                                                                | Italia                                                                | 2 – 1                                                                 | Turchia                                                               | Euro 2000 - 1º turno                                                  | Antonio Conte Filippo Inzaghi                                         | Cap:P. Maldini                                                        |
| 14-6-2000                                                             | Bruxelles                                                             | Belgio                                                                | 0 – 2                                                                 | Italia                                                                | Euro 2000 - 1º turno                                                  | Stefano Fiore Francesco Totti                                         | Cap:P. Maldini                                                        |
| 19-6-2000                                                             | Eindhoven                                                             | Italia                                                                | 2 – 1                                                                 | Svezia                                                                | Euro 2000 - 1º turno                                                  | Alessandro Del Piero Luigi Di Biagio                                  | Cap:P. Maldini                                                        |
| 24-6-2000                                                             | Bruxelles                                                             | Italia                                                                | 2 – 0                                                                 | Romania                                                               | Euro 2000 - Quarti di finale                                          | Filippo Inzaghi Francesco Totti                                       | Cap:P. Maldini                                                        |
| 29-6-2000                                                             | Amsterdam                                                             | Italia                                                                | 0 – 0 dts (3-1 dtr)                                                   | Paesi Bassi                                                           | Euro 2000 - Semifinale                                                | -                                                                     | Cap:P. Maldini                                                        |
| 2-7-2000                                                              | Rotterdam                                                             | Francia                                                               | 2 – 1 gg                                                              | Italia                                                                | Euro 2000 - Finale                                                    | Marco Delvecchio                                                      | Cap:P. Maldini 2º posto                                               |
| Totale                                                                |                                                                       | Presenze                                                              | 23                                                                    |                                                                       | Reti                                                                  | 34                                                                    |                                                                       |

## Palmarès

### Giocatore

#### Club

##### Competizioni nazionali
- Campionato italiano: 6

Juventus: 1972-1973, 1974-1975, 1976-1977, 1977-1978, 1980-1981, 1981-1982
- Coppa Italia: 2

Juventus: 1978-1979, 1982-1983

##### Competizioni internazionali
- Coppa UEFA: 1

Juventus: 1976-1977

#### Nazionale
- Giochi del Mediterraneo: 1

Napoli 1963
- Campionato d'Europa: 1

Italia 1968
- Campionato mondiale: 1

Spagna 1982

#### Individuale
- Europeo Top 11: 2

Italia 1968, Italia 1980
- All-Star Team del mondiale: 1

Spagna 1982
- Nominato Golden Player per la FIGC (2004)
- Inserito nel FIFA 100 (2004)
- Inserito nelle "Leggende del calcio" del Golden Foot (2004)
- Inserito nella Hall of Fame del calcio italiano nella categoria Veterano italiano (2012)
- Inserito nella Walk of Fame dello sport italiano nella categoria Leggende (2015)
- Candidato al Dream Team del Pallone d'oro (2020)

### Allenatore

#### Club

##### Competizioni nazionali
- Coppa Italia: 1

Juventus: 1989-1990

##### Competizioni internazionali
- Coppa UEFA: 1

Juventus: 1989-1990

#### Individuale
- Seminatore d'oro: 1

1990
- Trofeo Maestrelli: 2

1992, 2001
- World Manager of the Year: 1

2000

## Riconoscimenti
- Il 2 ottobre 2003 ha ricevuto:

- Nel maggio 2015, una targa a lui dedicata fu inserita nella Walk of Fame dello sport italiano a Roma, riservata agli ex atleti italiani che si sono distinti in campo internazionale.[18][121]

## Opere
- Dino Zoff racconta..., con Alberto Refrigeri, Torino, Juventus Football Club, 1974, SBN RAV0869642.
- Io, portiere, a cura di Bruno Perucca, Torino, Società Editrice Internazionale, 1977, SBN SBL0319635.
- Campioni del mondo. Conversazioni con Dino Zoff, con Roberto De Ponti, Reggio Emilia, Aliberti, 2006, ISBN 88-7424-144-5.
- Dura solo un attimo, la gloria. La mia vita, Milano, Mondadori, 2014, ISBN 978-88-04-64587-0.

Prefazioni
- Francesco Valitutti, Breve storia della grande Lazio, Roma, Newton Compton, 1995, ISBN 88-7983-859-8.
- Giuseppe Negro, Il manager allenatore. Dal mondo dello sport gli insegnamenti utili per rafforzare le competenze manageriali, Milano, Il Sole 24 ORE, 2001, ISBN 88-8363-196-X.
- Lorenzo Galliani, Un assist dal cielo. Storie di campioni convocati dal Signore, Torino, Elledici, 2014, ISBN 978-88-01-05622-8.
- Claudio Mangini, Eraldo Pizzo. Caimani come me. Il mito Pro Recco, Genova, Sagep, 2018, ISBN 978-88-6373-562-8.